# Himantornis haematopus
Himantornis haematopus là một loài chim trong họ Rallidae.
Nó thuộc về các chi đơn loài Himantornis. [2] Nó được tìm thấy ở Angola, Cameroon, Cộng hòa Trung Phi, Cộng hòa Congo, Cộng hòa Dân chủ Congo, Bờ Biển Ngà, Guinea Xích Đạo, Gabon, Ghana, Guinea, Liberia, Nigeria, Sierra Leone, Togo, và Uganda.